# Огнян Гелинов
Огнян Гелинов е български режисьор.

## Биография
Роден е в София на 1 април 1948 г. Първоначално учи в Медицинската академия в София, а впоследствие завършва ВИТИЗ „Кръстьо Сарафов“ със специалност кинорежисура и кинокритика. Гелинов прави основно документални филми.

## Награди
- Награда на Съюза на българските художници от фестивала „Златен ритон“, Пловдив, 2003 за филма Славка (2000)

## Филмография
Като режисьор
- Ваш даскал Апостол (2006)
- Борис Денев, художника (2005)
- Славка (2000)
- Ножари (1997)
- Ножове (1997)
- Летало (1980)

Като сценарист
- Ваш даскал Апостол (2006)